# فرانك غريغوري
فرانك غريغوري (بالإنجليزية: Frank Gregory)‏ هو لاعب كرة قاعدة أمريكي، ولد في 25 يوليو 1888 في سبرينغز فالي في الولايات المتحدة، وتوفي في 5 نوفمبر 1955 في بلويت في الولايات المتحدة.

## وصلات خارجية
- فرانك غريغوري على موقعبيزبول رفرنس.كوم (الدوري الرئيسي) (الإنجليزية)